# Villa Rivero (gemeente)
Villa Rivero is een gemeente (municipio) in de Boliviaanse provincie Punata in het departement Cochabamba. De gemeente telt naar schatting 8.945 inwoners (2018). De hoofdplaats is Villa Rivero.

## Indeling
De gemeente telt 1 kanton: Cantón Villa Rivero.